# Ken Dodd
Sir Kenneth Arthur Dodd OBE, född den 8 november 1927, död den 11 mars 2018, var en engelsk komiker, sångare och skådespelare. Han kallades ibland "the last great music hall entertainer", och var främst känd för sina live stand-up- föreställningar.

## Biografi

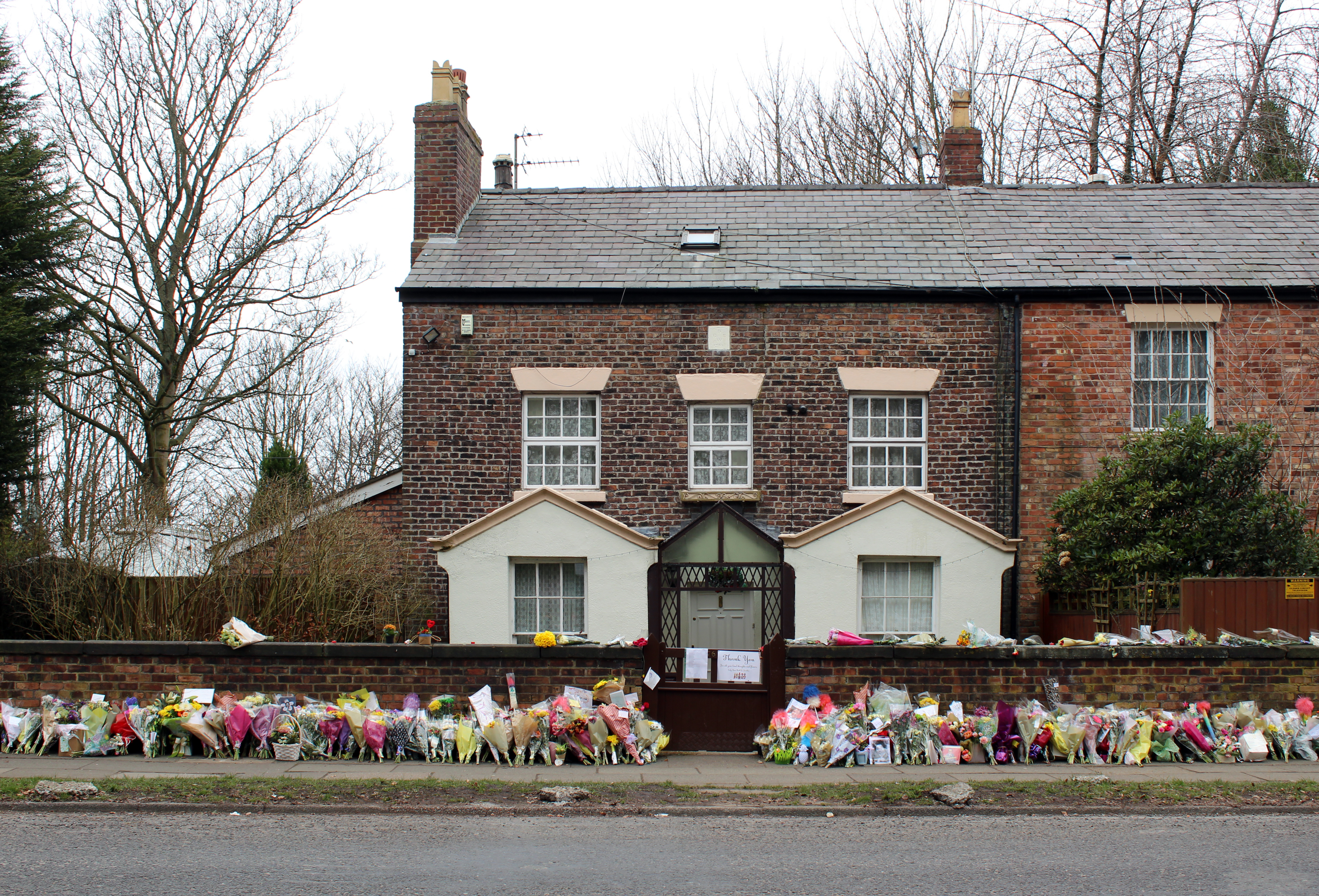
Oak House, som var Dodds livslånga hem, med kondoleanser efter hans död.

Dodd bodde hela livet i Knotty Ash i Liverpool. Hans karriär som underhållare startade i mitten av 1950-talet. Hans fick sitt stora genombrott vid 26 års ålder, då han i september 1954, gjorde debut i showbusiness som Professor Yaffle Chucklebutty, Operatic Tenor and Sausage Knotter at the Nottingham Empire.
Hans föreställningar inkluderade snabb och oupphörlig leverans av ofta surrealistiska skämt, som skulle hålla på i flera timmar, ofta efter midnatt.
Dodd har själv sagt att han influerats av andra komiker från Liverpool, till exempel Arthur Askey, Robb Wilton, Tommy Handley och Max Miller.
Han dubbades till riddartiteln knight 2017, för tjänster till underhållning och välgörenhet. Hans scenkarriär varade i över 60 år, och han fortsatte att uppträda fram till slutet av 2017, då hans hälsa satte stopp. Dodd avled den 11 mars 2018, 90 år gammal.

## Skatteflykt
1989 anklagades Dodd för skatteflykt. Den efterföljande rättegången gav flera avslöjanden. The Diddy Men, som hade dykt upp i en av Dodds scenakter, spelades ofta av lokala barn från scenskolor, och det avslöjades att de aldrig fått betalt. Det avslöjades även att Dodd hade väldigt lite pengar på sitt bankkonto, men hade 336 000 pund i kontanter, undanstoppade i resväskor på vinden.
Rättegången varade i tre veckor, och slutade med att Dodd frikändes.
En bild på Dodd visas på omslaget till singeln I Didn't Mean It av Status Quo. På omslaget visas tio kända profiler, som hamnat i trubbel med rättvisan.

## Privatliv
Dodds relationer med kvinnor varade i årtionden; Stephen Griffin, som skrev biografin om Dodd, skrev: "Som alltid, trots den blomstrande romantiken, skulle det inte vara något tal om äktenskap … han trodde att äktenskapet kunde leda till självbelåtenhet i ett förhållande och fick några par att sluta göra något." 1955 inledde Dodd ett 22-årigt förhållande med Anita Boutin; de var förlovade vid tidpunkten för hennes död av en hjärntumör 1977, vid 45 års ålder. Strax efter hennes död inledde Dodd ett förhållande med Anne Jones, som varade från 1978 till hans död. De träffades första gången 1961 när Jones dök upp i The Ken Dodd Christmas Show i Manchester Opera House. Dodd gifte sig med Jones den 9 mars 2018, två dagar före sin död.
Dodd sa att en av hans största ånger i livet var att han aldrig skaffade barn. Det rapporterades allmänt att han och Anne inte kunde bli gravida på naturlig väg. Under hans rättegång 1989 kom detaljer om hans privatliv fram i media, inklusive avslöjanden om att han och Anne hade genomgått flera misslyckade IVF-behandlingar i ett försök att starta en familj.